# بابونه تاج دندانی
بابونه تاج دندانی (نام علمی: Anthemis odontostephana var. odontostephana) نام یک گونه از سرده بابونه است.